# Brigade Verte (association)
Pour l’article homonyme, voir Brigade verte (série télévisée).
La Brigade Verte, est un groupe de femmes engagées dans les services de salubrité et le nettoyage des rues au Burkina Faso. Le groupe est créé en 1995 par l'ancien maire de la ville de Ouagadougou Simon Compaoré.

## Historique

### Création
La Brigade verte, également connue sous le nom de "femmes de Simon ", est créée en 1995 par l'ancien maire de la ville de Ouagadougou Simon Compaoré. Elle est reconnue officiellement en 1998 avec la création de la section de la ville de Bobo Dioulasso. Ces femmes interviennent principalement dans les artères de la ville de Ouagadougou et celles de Bobo Dioulasso. Regroupées en de petites équipes, elles contribuent à la préservation de l’environnement urbain, l’amélioration du cadre de vie de la population, la lutte contre la pauvreté et la protection des couches sociales vulnérables.

### Description
À sa création, la brigade verte n'était constituée que de 20 membres. Cette association compte à ce jour plus de 3000 membres composés uniquement de femmes, qui dès l’aube quittent leur domicile pour s’occuper de la propreté de la capitale,,.
Chaque jour, la Brigade verte effectue plusieurs tâches essentielles pour maintenir la propreté de la ville, notamment le nettoyage de 115 voies, le désherbage de 107 rues pavées, l'entretien de 19 zones publiques, le désherbage de 16 espaces ouverts au public, et la collecte des déchets urbains. En plus de ces opérations régulières, l'équipe nettoie également 25 voies centrales de la ville six jours par semaine.
Cette association, qu'elle soit basée à Ouagadougou ou à Bobo-Dioulasso, est dirigée par une responsable qui coordonne l'ensemble des activités. La Brigade verte a pour principales missions la préservation de l’environnement urbain, l’amélioration du cadre de vie de la population ,à lutte contre la pauvreté et la protection des couches sociales vulnérables.

## Fonctionnement
La Brigade verte fonctionne en ciblant entre autres les femmes vivant dans la pauvreté, telles que les veuves, les divorcées sans revenus et d’autres cas de pauvreté. Le balayage des voies se fait en fonction du lieu de résidence des femmes recrutées, avec des petits groupes dirigés par une responsable. Chaque groupe a la responsabilité de nettoyer les zones qui leur sont assignées.
Les membres de la Brigade verte se concentrent principalement sur le balayage des routes de la ville, le désherbage des espaces publics et des cimetières. Ces femmes se lèvent entre 5 heures et 4 heures du matin, voire plus tôt, pour effectuer leurs tâches.
À sa création, la Brigade verte se chargeait de l’entretien de la ville deux fois par semaine, les lundis et jeudis. Mais des changements ont eu lieu ces dernières années, elles travaillent maintenant trois jours par semaine.
Elles utilisent des balais et des outils de nettoyage pour nettoyer les grands axes de la capitale. Leur objectif est de laisser les rues dans un état  de propreté avant 8 heures du matin.
Parfois, en plus de leurs tâches habituelles, la mairie leur confie d’autres travaux, comme le balayage des grands espaces avant les grandes manifestations ou autour des lieux publics lors des grands événements.

## Distinctions
Le travail acharné et l’engagement de la Brigade verte sont appréciés et reconnus au Burkina Faso et à l'international. Chaque année, le maire de Ouagadougou organise une journée spéciale en leur honneur, lors de laquelle les travailleuses les plus assidues reçoivent des récompenses telles que des vélos, des sacs de riz, et plus encore,.
Quelques distinctions :
- 2003 : Prix Africités remporté à Yaoundé, au Cameroun, parmi près de 700 prétendants.
- 2006 : Prix international de Dubaï pour les meilleures pratiques en amélioration du cadre de vie.
- 2008 : Prix du Premier ministre de Bahreïn reçu le 4 novembre[4].